# Weylsche Integralformel
In der Mathematik ist die Weylsche Integralformel oder Integralformel von Weyl eine Formel zur Berechnung des Integrals von Funktionen auf kompakten Lie-Gruppen, mit der insbesondere die Berechnung des Integrals von Klassenfunktionen auf eine Integration über den maximalen Torus reduziert werden kann. Sie ist nach Hermann Weyl benannt.

## Aussage
Sei {\displaystyle G} eine kompakte, zusammenhängende Lie-Gruppe, {\displaystyle T\subset G} ein maximaler Torus und {\displaystyle f\colon G\to \mathbb {C} } eine stetige Funktion. Dann ist
{\displaystyle \int _{G}f(g)\,dg={\frac {1}{\#W}}\int _{T}\det(\operatorname {Id} -\operatorname {Ad} _{G/T}(t^{-1}))\int _{G/T}f(gtg^{-1})\,dg\,dt},
wobei {\displaystyle W} die Weyl-Gruppe von {\displaystyle G} und {\displaystyle \operatorname {Ad} _{G/T}\colon T\to \operatorname {Aut} (T_{e}G/T)} die Einschränkung der adjungierten Darstellung {\displaystyle \operatorname {Ad} \mid _{T}} auf den ersten Summanden der {\displaystyle \operatorname {Ad} \mid _{T}}-invarianten Zerlegung {\displaystyle {\mathfrak {g}}=T_{e}(G/T)\oplus {\mathfrak {t}}} bedeutet.

### Spezialfall
Insbesondere erhält man für eine stetige Klassenfunktion
{\displaystyle \int _{G}f(g)\,dg={\frac {1}{\#W}}\int _{T}\det(\operatorname {Id} -\operatorname {Ad} _{G/T}(t^{-1}))f(t)\,dt},
man braucht also nur über den maximalen Torus zu integrieren.

### Erläuterungen
Es gilt 
{\displaystyle \det(\operatorname {Id} -\operatorname {Ad} _{G/T}(t^{-1}))=\prod _{\alpha >0}\left(e^{\alpha (t)/2}-e^{-\alpha (t)/2}\right)},
wobei {\displaystyle \alpha (t)} vom Eigenwertproblem abhängt.

## Beispiel
Für {\displaystyle G=\mathbb {U} (n)} ergibt sich
{\displaystyle \int _{G}f(g)\mathrm {d} g={\frac {1}{n!}}\int _{T}f(\operatorname {diag} (x_{1},\ldots ,x_{n}))|\Delta |^{2}\prod _{i=1}^{n}{\frac {\mathrm {d} x_{i}}{x_{i}}}},
wobei {\displaystyle \Delta ^{2}} die Vandermonde-Determinante ist, außerdem ist {\displaystyle \#W=n!}.

## Beweis
Der Beweis folgt aus den Eigenschaften der durch 
{\displaystyle q(g,t)=gtg^{-1}}
definierten Abbildung
{\displaystyle q\colon G/T\times T\to G},
nämlich 
{\displaystyle \deg(q)=\#W}
für den Abbildungsgrad und
{\displaystyle \det(\mathrm {d} q(gT,t))=\det(\operatorname {Ad} _{G/T}(t^{-1})-\operatorname {Id} )}
für die Determinante des Differentials von {\displaystyle q}.